# Стадион Жоржа Шоме
Стадион Жоржа Шоме (фр. Stade Georges-Chaumet), до 2014 года известный как Стадион Бадуэль (Stade de Baduel), — многофункциональный стадион в Кайенне, Французская Гвиана. В основном используется для проведения футбольных матчей. Является домашним стадионом сборной Французской Гвианы.

## Описание
Вмещает 7000 зрителей. Имеет натуральное покрытие и 400-метровый синтетический трек. Центральная трибуна, называющаяся «la caquette», была отремонтирована в 2012 году. Переименован в 2014 году в честь одного из инициаторов строительства стадиона, а также одного из основателей Футбольной лиги Гвианы Жоржа Шоме (Georges-Chaumet).
Стадион также используется для проведения культурных мероприятий, например, Кайеннского джазового фестиваля.